# Diana Katowice
Diana Katowice, Diana Kattowitz – klub piłkarski utożsamiany z przedwojenną społecznością niemiecką miasta Katowice, mistrz Górnego Śląska z 1912 roku. Z klubu wywodzili się reprezentanci Polski w piłce nożnej Paweł Lubina i Otto Riesner. Rozwiązany w 1939 roku.

## Historia

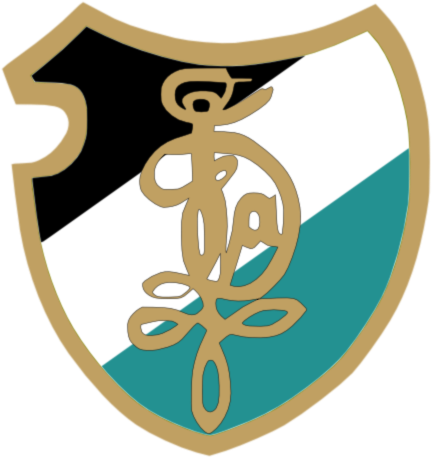
Pierwszy herb Diany (1905-1923)

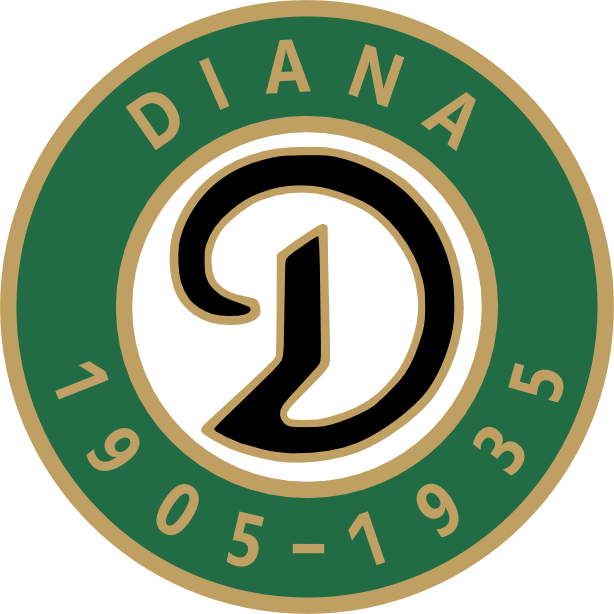
Logo z okazji 30-lecia (1935)

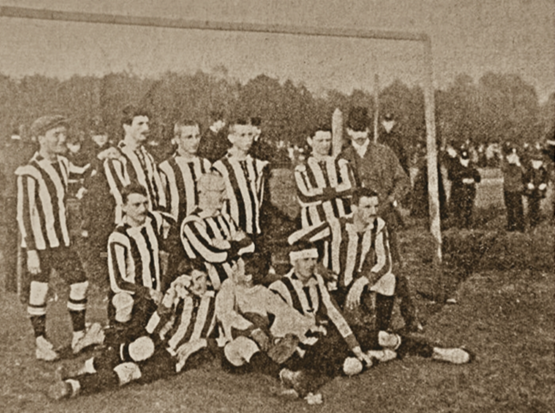
Drużyna Diany z 1909

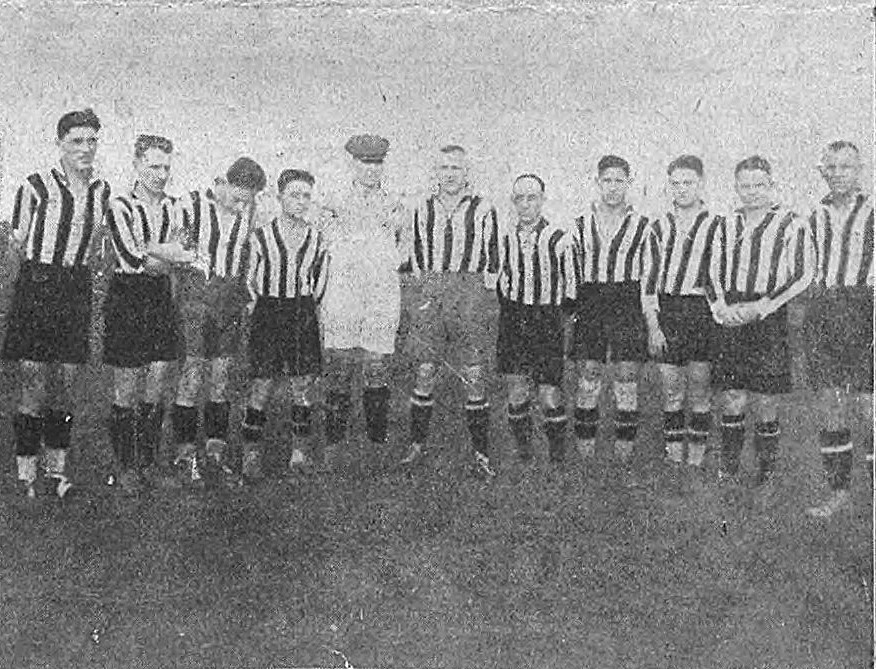
Zawodnicy Diany w 1925 na 20-lecie klubu

Sport Club Diana Kattowitz powstał 13 lutego 1905 roku i został założony przez piętnastu chłopców, którzy należeli do klubu gimnastycznego ATV Kattowitz. Pierwszy oficjalny mecz rozegrany został z drużyną SC Germania Kattowitz, który Diana przegrała w stosunku 1:0. W 1906 roku klub SC Diana znalazł się w gronie założycieli Katowickiego Związku Piłkarskiego (Kattowitzer Ballspiel-Verband), który w tym samym roku został członkiem Południowo-Wschodniego Niemieckiego Związku Piłki Nożnej (Südostdeutscher Fußball-Verband) i tym samym Niemieckiego Związku Piłki Nożnej. W roku 1912 klub został mistrzem Górnego Śląska (górnośląskiej ligi), a 13 lipca 1922 r. stał się wraz z innymi 43 niemieckimi klubami wschodniego Górnego Śląska członkiem założycielem powstałego w tym dniu w Królewskiej Hucie, niemieckiego Wojewodschaftsfußballverband (Wojewódzkiego Związku Piłki Nożnej). Nazwa Diana to imię rzymskiej bogini łowów, a nadał ją klubowi pierwszy prezes: Ernst Tschoche. Istniał też hymn klubowy nawiązujący melodią do gwizdka: "Es schrillt der Pfiff". Początkowo klub zrzeszał 50 członków, głównie młodzież gimnazjalną i pracowników dyrekcji kolei, którzy na boisko grali w koszulkach z pasami biało-zielonymi i w czarnych spodenkach oraz w czarnych getrach. Diana była pierwszą niemiecką drużyną, która rozegrała oficjalny mecz z polską drużyną ze Śląska (z Pogonią Katowice w 1920 roku, zakończony wynikiem 2:2). W okresie plebiscytowym kiedy rozgrywano mecze o znaczeniu propagandowym przegrała z goszczącą wówczas na Górnym Śląsku Pogonią Lwów 0-5. Pod naciskiem polskich władz administracyjnych, nazwę Sport Club przemianowano na Klub Sportowy w 1922 roku.
Początkowo piłkarze Diany grali na Placu Andrzeja, dzieląc go z 1. FC Kattowitz. "Był to teren ogrodzony parszywym płotem z najgorszego gatunku desek, przeznaczony na targowisko dla bydła i koni" - pisał w swoich pamiętnikach Paweł Lubina, jedyny piłkarz Diany, który zagrał później w reprezentacji Polski. Jeśli jeden z czterech zatrudnionych wówczas w Katowicach policjantów wyraził zgodę, to po zakończeniu targu ok. godz. 15 piłkarze przeskakiwali płot i grali do zmroku. W 1920 roku zawodnicy przenieśli się na własne boisko przy ul. Tadeusza Kościuszki, które znajdowało się mniej więcej w miejscu późniejszej Hali Parkowej.
Najsłynniejszymi graczami byli reprezentanci Polski w składzie Diany: Paweł Lubina i Otto Riesner. Jednak Diana nie cieszyła się taką popularnością jak 1. FC Katowice. Najbardziej pamiętnym meczem tego klubu jest wygrana z Ruchem Wielkie Hajduki 5:0 w 1924 roku, kiedy to pięcioma golami popisał się Paweł Lubina.
Po wybuchu II wojny światowej i zajęciu Katowic przez władze niemieckie klub został rozwiązany za rzekome zbyt bliskie kontakty z polskimi drużynami i na jego miejsce powołano VfB Kattowitz, który istniał do 1944 roku, a swoje mecze rozgrywał przy ulicy Stanisława Moniuszki w Katowicach.

## Sukcesy
- Mistrz Górnego Śląska: 1912